# 木更津市立岩根西中学校
木更津市立岩根西中学校（きさらづしりつ いわねにしちゅうがっこう、英: Iwanenishi Junior High School）は、千葉県木更津市にある市立中学校。
略称は「西中（にしちゅう）・ 岩西（いわにし）」である。

## 概要
通称 西中・岩西と呼ばれている。
航空自衛隊・木更津駐屯地の近隣にある中学校である。ノーチャイム制を採用しているが、登校完了時刻、昼休み終了時刻、完全下校時刻に通常は鳴る他、定期テスト実施日には、テスト開始時刻及び、終了時刻にチャイムが鳴らされる。

## 学級編成
この地域は、少子化の影響で2クラスとなっている。
クラスは1組と2組で計2クラスあり、1学年約50人である。各系列色が決められており、1組は赤、2組は白である。

## 沿革
| 年                  | 月日     | 主な出来事                                                                                          |
| ------------------- | -------- | --------------------------------------------------------------------------------------------------- |
| 1982年 (昭和57年)度 | 4月1日   | 岩根西中学校開校                                                                                    |
| 1982年 (昭和57年)度 | 4月2日   | 開校式 (於岩根中学校講堂)                                                                           |
| 1982年 (昭和57年)度 | 5月14日  | 生徒会設立                                                                                          |
| 1982年 (昭和57年)度 | 7月10日  | PTA設立                                                                                             |
| 1982年 (昭和57年)度 | 12月20日 | 鉄筋4階建校舎完成                                                                                   |
| 1983年 (昭和58年)度 | 8月3日   | 千葉県中学校野球大会準優勝 (関東選抜大会3位)                                                        |
| 1983年 (昭和58年)度 | 2月23日  | 屋内運動場完成                                                                                      |
| 1984年 (昭和59年)度 | 5月8日   | 校舎・屋内運動場の竣工式                                                                            |
| 1987年 (昭和62年)度 | 4月1日   | 市教育委員会指定研究学校                                                                            |
| 1987年 (昭和62年)度 | 8月31日  | グラウンド改修完了                                                                                  |
| 1988年 (昭和63年)度 | 5月1日   | 各教室にTV設置                                                                                      |
| 1988年 (昭和63年)度 | 7月27日  | 水泳プール竣工                                                                                      |
| 1988年 (昭和63年)度 | 10月26日 | 木更津市教育委員会指定公開研究会                                                                    |
| 1991年 (平成3年)度  | 8月10日  | コンピュータ機器導入                                                                                |
| 1991年 (平成3年)度  | 10月26日 | 創立10周年記念式典                                                                                  |
| 1994年 (平成6年)度  | 4月1日   | 教育目標改訂、「ノーチャイム制」導入                                                                |
| 1996年 (平成8年)度  | 7月4日   | 1階廊下フロア張り替え工事 南門・東門門扉改修                                                        |
| 1997年 (平成9年)度  | 7月28日  | プレハブ校舎増築                                                                                    |
| 1997年 (平成9年)度  | 3月12日  | 時計塔設置                                                                                          |
| 1997年 (平成9年)度  | 4月1日   | 特別支援ひまわり学級開設                                                                            |
| 1997年 (平成9年)度  | 3月30日  | テニスコート設置                                                                                    |
| 2001年 (平成13年)度 | 11月17日 | 創立20周年記念式典祝賀会                                                                            |
| 2002年 (平成14年)度 | 11月17日 | ｢こども110番の家｣結成                                                                               |
| 2002年 (平成14年)度 | 3月25日  | 自転車置き場増設・屋根張り替え                                                                      |
| 2003年 (平成15年)度 | 6月20日  | 送風機の機械室扉改修                                                                                |
| 2004年 (平成16年)度 | 6月26日  | グラウンド排水工事                                                                                  |
| 2006年 (平成18年)度 | 3月31日  | 給食配膳室設置                                                                                      |
| 2008年 (平成20年)度 | 4月1日   | いきいきちばっ子健康体力づくり推進事業健康･体力づくり研究指定校・体力づくり推進モデル校認定 (3ヶ年) |
| 2009年 (平成21年)度 | 11月20日 | 千葉県学校体育優良校受賞                                                                            |
| 2009年 (平成21年)度 | 1月23日  | 運動場整備                                                                                          |
| 2010年 (平成22年)度 | 12月17日 | 木更津市より土俵寄贈・土俵開き                                                                      |
| 2010年 (平成22年)度 | 1月27日  | 運動場整備                                                                                          |
| 2011年 (平成23年)度 | 10月22日 | 創立30周年記念式典                                                                                  |
| 2012年 (平成24年)度 | 4月1日   | 特別支援たんぽぽ学級開設                                                                            |
| 2014年 (平成26年)度 | 3月31日  | 運動場暗渠排水整備                                                                                  |
| 2015年 (平成27年)度 | 4月1日   | 市教育委員会研究指定校                                                                              |
| 2015年 (平成27年)度 | 8月10日  | 扇風機設置 (普通教室)                                                                               |
| 2016年 (平成28年)度 | 4月1日   | 市教育委員会研究指定校                                                                              |
| 2018年 (平成30年)度 | 5月30日  | 札幌市立柏丘中交流体験 (修学旅行の受け入れ)                                                         |
| 2019年 (令和元年)度 | 5月30日  | 冷暖房機設置 (普通教室)                                                                             |
| 2021年 (令和3年)度  | 4月1日   | 一人一台端末運用開始                                                                                |
| 2021年 (令和3年)度  | 8月31日  | 校内照明LED化                                                                                       |
| 2021年 (令和3年)度  | 10月28日 | 体育館トイレ改修                                                                                    |
| 2021年 (令和3年)度  | 1月6日   | 体育館通路改修                                                                                      |

## 教育目標
学校教育目標は以下の通りである。
次代を拓く、心豊かで活力ある生徒の育成
~学ぶ力、豊かな心、たくましい体~

## 校訓
校訓は以下の通りである。
みんなでつくる自慢の西中！
~ 伝統の継承と発展 ~

## めざす像
めざす像は以下の通りである。
1. めざす生徒像
  - 進んで学習にとりくむ生徒
  - 思いやりの心をもつ生徒
  - 心身を鍛え挑戦する生徒
  - 社会に貢献できる生徒
2. めざす教師像
  - 生徒一人一人を大切にする教師
  - 力量向上を目指し、研究と修養に励む教師
  - 生徒や保護者、地域から信頼される教師
3. めざす学校像
  - 活力と輝きのある、居心地の良い学校
  - 自分の成長が実感できる学校
  - 地域に根ざし、信頼され開かれた学校

## 生徒会活動
- 生徒会本部
  - 学年生徒会
    - 生活安全委員会
    - 学習図書委員会
    - 広報ボランティア委員会
    - 保険美化委員会
    - 体育委員会

## 学区
基本的に以下の通りである。
- 岩根
- 西岩根
- 高柳 [一部エリア]
- 万石[一部エリア]
- 久津間
- 江川
- 中里 [一部エリア]
- 中里二丁目
- 坂戸市場

## 進学前小学校
- 木更津市立岩根小学校

## 学校周辺
- 航空自衛隊木更津駐屯地
- 田畑
- 岩根西公民館
- 久津間保育園
- 木更津市立岩根小学校

## 部活動
この学校には運動系・文化系部活動が合わせて7つある。
運動系
- 野球
- サッカー
- ソフトテニス（女）
- バスケットボール（男・女）
- バレーボール（女）

文化系
- 音楽
- 美術

## 交通
JR利用の場合、巌根駅下車 徒歩約15分
JR木更津駅よりバス利用の場合、JR木更津駅西口2番乗り場 「三井アウトレットパーク」行き等にて「中久津間」下車 徒歩約9分。

## 所在地
- 千葉県木更津市久津間373
- JR東日本巌根駅より徒歩約15分

## 著名な出身者
- 藤井直樹 - アイドル[要出典]
- 山下輝 - プロ野球選手（東京ヤクルトスワローズ）[5]
- 大坪奈津子 - 山形放送アナウンサー[6]